# 趙盼兒風月救風塵
《趙盼兒風月救風塵》，簡稱《救風塵》，是元雜劇作家關漢卿的代表作之一。

## 劇情簡介
此劇共四折，無楔子。
《元曲選》本題目正名：
安秀才花柳成花燭
趙盼兒風月救風塵
此劇雖是喜劇，卻隱含了中國傳統社會妓女的悲哀，關漢卿善於刻畫，在這一個現實的題材裡，將宋引章的幼稚、趙盼兒的練達、周舍玩弄婦女的性格，寫得真實又分明。

### 第一折
- 細緻描述周舍一類紈絝子弟：酒肉場中三十載。花星整照二十年。一生不識柴米價。只少花錢共酒錢……自小上花臺做子弟（尋花問柳的人）

- 交代宋引章的家底及經歷：老身（按：宋母）汴沭自身姓李。夫姓宋。早年亡化已過。止有這個女孩兒。叫做宋引章。俺孩兒拆白道字。頂真續麻。無般不曉。

- 敘述周舍與風塵女子宋引章兩相屬意成婚，但受宋母阻撓，原來宋母害怕過門後周舍便會欺負她女兒。而且，宋引章之前已與一讀書人安秀實有婚約。安秀實知道被宋引章拋棄後便找「八拜交的姐姐」趙盼兒求救。同是妓女的趙盼兒亦曾經待嫁，故此感觸良多，知道妓女從良之不易及宋引章所面對之危險，便答應安秀實前往勸止宋。趙表示「做丈夫的做的子弟。做子弟的做不的丈夫」，認為周舍經常流連花柳，肯定是個情場騙子，絕對不適合做丈夫，又問宋為何要嫁他。
- 宋引章表示這是由於他待她好──「一年四季。夏天我好的一覺响睡。他替你妹子打着扇。冬天替你妹子溫的鋪蓋兒煖了。着你妹子歇息。但你妹子那裏人情去。穿的那一套衣服。載的那一副頭面。替你妹子提領系。整釵鐶。只為他這等知重。你妹子因此上一心要嫁他。」

趙盼兒表示這些舉動不過是虛情假意，當她過門後便會原形畢露，屆時必定受盡折磨。可惜宋引章不受勸止，與周舍圓婚，趙盼兒警告，如果日後受苦也不要向自己求助，挖苦碰巧前來見宋引章的周舍後便離開。

### 第二折
- 周舍與宋引章圓婚後，兩人便離開汴京到鄭州。宋引章高興得脫光衣服在花轎裏打筋斗。到家中後，周舍吩咐她套被子，但她卻把自己和隔壁的王婆婆也翻進被子裏，頓時惹惱周舍，氣得他要打她一頓。後來周舍一直粗暴對待她──「進的門來，打了我五十殺威棒，朝打暮罵」。宋害怕繼續受虐打，便囑咐鄰舍的王貨郎為她帶一封信給宋母，希望母親及趙盼兒能夠救她出苦海。
- 宋母明白女兒境況後便立即找趙盼兒求救，趙盼兒初時希望買休（用錢財收買對方，中斷婚姻關係），但「來則有打死的。無有買休賣休」，因此她決定親自出手，接近周舍來營救宋引章──「我到那裏，三言兩句，肯寫休書，萬事俱休；若是不肯寫休書，我將他掐一掐，拈一拈，摟一摟，抱一抱，著那廝通身酥，遍體麻。將他鼻凹兒抹上一塊砂糖，著那廝舔又舔不著，吃又吃不著，賺得那廝寫了休書」。

### 第三折
- 趙盼兒以撩人的打扮來至鄭州找周舍，詐稱自己迷戀周舍，嫉妒他娶了宋引章；好色的周舍立刻迷上趙盼兒，兩三日不回家，和她一同在客舍裏居住。
- 宋引章前來找周舍，發現他與趙盼兒一起，佯裝憤怒，惹得周舍取棍欲打殺她。趙盼兒見此便假裝生氣，喊着要回家；這使色迷心竅的周舍急忙阻止趙盼兒，並說要回家寫休書。但周舍害怕休了宋引章後，趙盼兒又反口不嫁，兩頭落空，故此要趙盼兒立誓。趙盼兒想也不想便起誓，而且還一早準備好酒、羊肉、彩禮，說不用周出一文錢，也要嫁給他。

### 第四折
- 周舍不虞有詐，中了趙盼兒計，真的休了宋引章。當他回到客舍後，發現趙盼兒不在，知道中計，立刻策馬追踏她們。周舍使計奪過休書並將之咬碎，並指趙盼兒也是他老婆。然而，這一切均在趙盼兒計算之內，她一早準備好酒、羊肉、彩禮便是為免周舍以為自己出了聘禮便咬定她是他妻子；她更明言自己不相信發誓（若信這呪盟言，早死的絕門戶），而且休書早已掉包，周舍毀壞的休書是假的，趙盼兒她們完全處於上風。
- 周舍說不過她，便以趙盼兒設計混賴他妻而告上官府。趙盼兒反告他強佔人妻，不久又休妻，有休書為證。這時安秀實也依照趙盼兒吩咐而至衙門告官說周舍強奪人妻。
- 審理此案的李公弼見狀即斥訓周舍，杖打周舍六十，判宋引章歸安秀實為妻。
- 安秀實與宋引章，夫妻團圓，劇終。

## 當代改編
中國廣播公司曾改編為廣播劇「風塵姐妹情」。2002年邹静之编剧的电视剧《爱情宝典》之《救风尘》单元、2013年白雪綜藝.劇團改編的舞台劇《風月救風塵》、2022年張巍編劇的电视剧《夢華錄》，皆改編自此。